# Liste der Königinnen von Schweden

Christina von Schweden

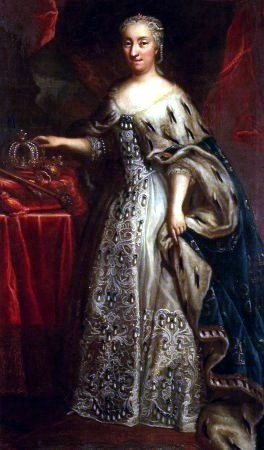
Ulrike Eleonora

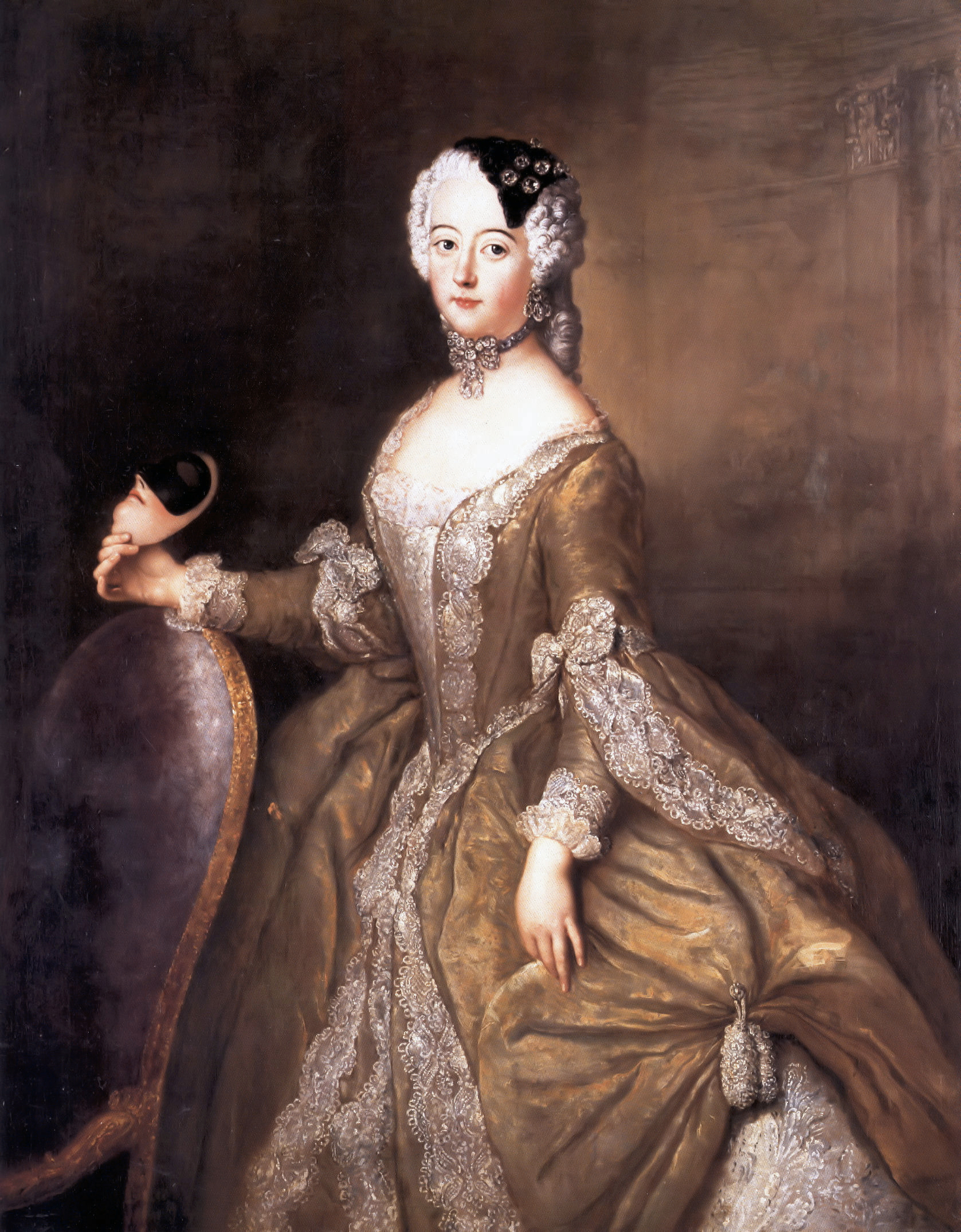
Luise Ulrike von Preußen

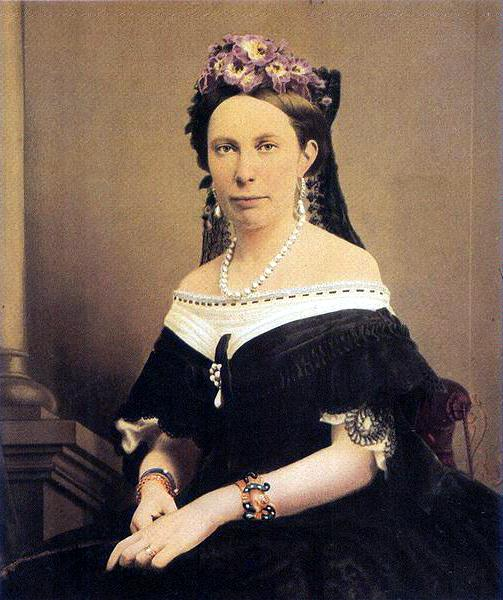
Luise von Oranien-Nassau

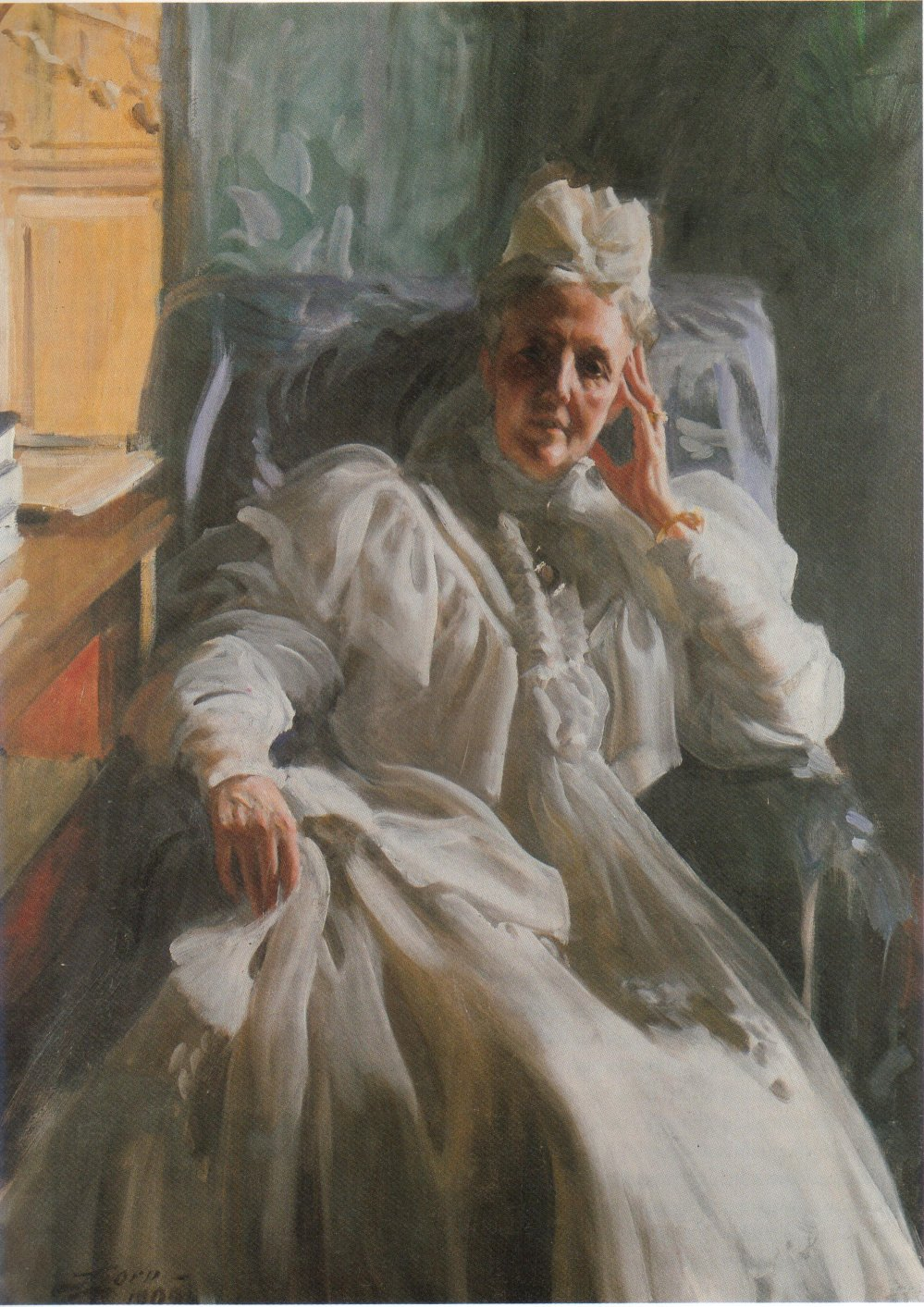
Sophia von Nassau

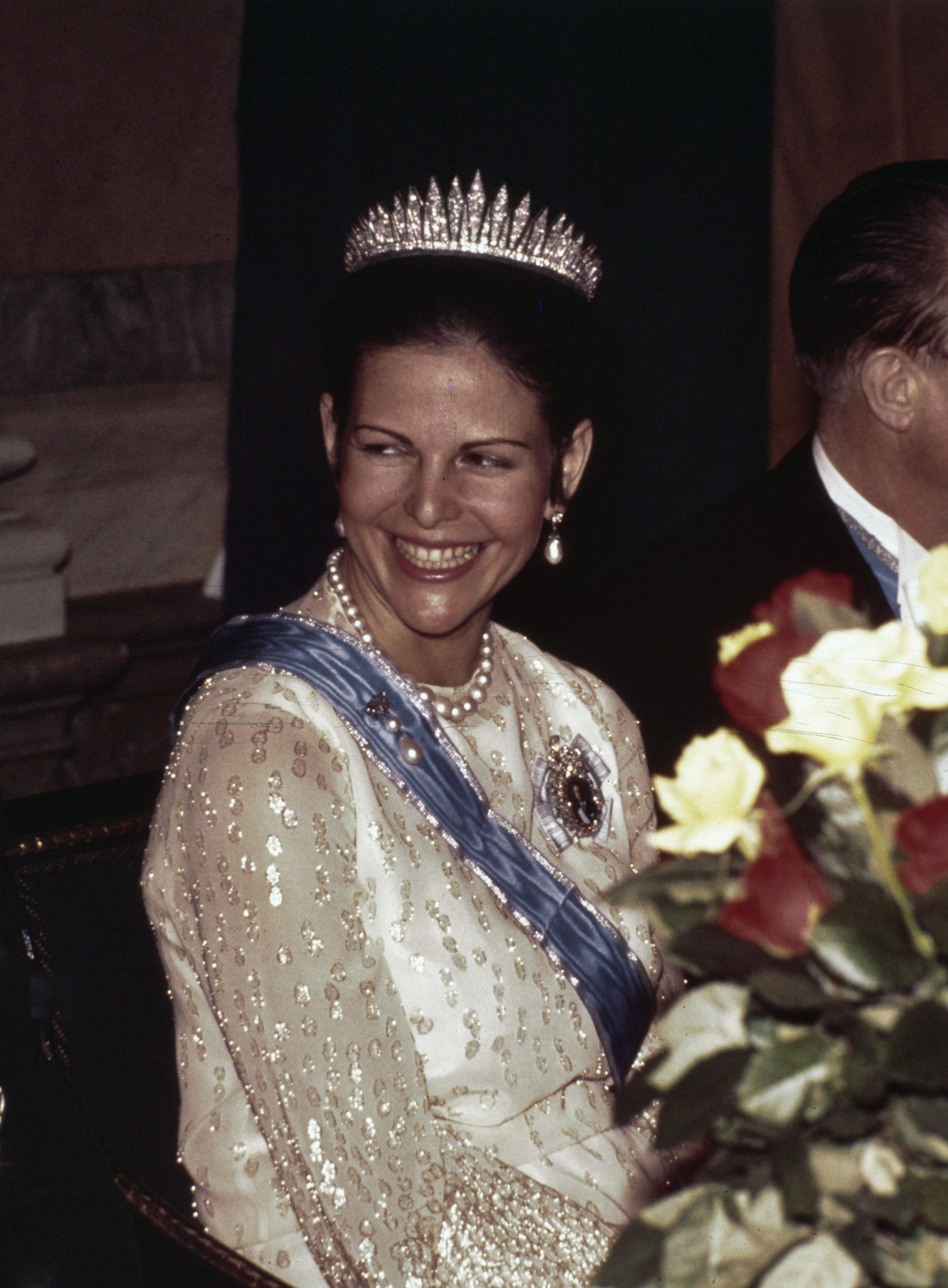
Silvia Sommerlath

Als Königin Schwedens (schwedisch Sveriges drottning) bezeichnet man im schwedischen Staatsrecht und Hofprotokoll seit dem Mittelalter entweder die Ehefrau eines schwedischen Königs oder die Königin (Regentin), die selbst Staatsoberhaupt Schwedens ist.

## Thronfolge
Bis zum 1. Januar 1980 galt im schwedischen Erbfolgerecht die männliche Thronfolge. Weibliche Nachkommen kamen erst dann zum Zug, wenn kein männlicher Thronfolger vorhanden war. In der schwedischen Geschichte gab es lediglich drei Königinnen, die auch Regenten waren. Erst mit Änderung der 1810 erlassenen Successionsordning im Jahr 1979 wurde der Vorrang der männlichen Erbfolge aufgegeben. Die bisherige agnatische Thronfolge wurde zugunsten der gleichberechtigten Primogenitur aufgegeben. Kronprinzessin Victoria von Schweden steht daher derzeit an erster Stelle der schwedischen Thronfolge.

## Aufgaben
Die Aufgaben der Königin als Ehefrau des Königs waren rein zeremonieller Natur und staatsrechtlich nicht geregelt. Die Königin musste aber seit der Reformation wie alle Mitglieder der königlichen Familie "reinen evangelischen Glaubens" sein. Die Stellung am Hofe hing stark von ihrer Persönlichkeit ab. Mit dem Tod ihres Ehemanns behielt die verwitwete Königin in der Regel ihren Titel. Sie blieb meist Teil des Hofprotokolls und nahm weiterhin zeremonielle Aufgaben war.

## Etymologie
Die Bezeichnung drottning für Königin gibt es nur in den skandinavischen Sprachen. Sie ist die weibliche Form des drott (altschwedisch drott, isländisch dróttinn, althochdeutsch truhtin), mit dem man in früherer Zeit in Skandinavien einen zur Heeresfolge verpflichteten Fürsten oder Kleinkönig bezeichnete. Dieser Begriff überlieferte sich in der männlichen Form Drost bis ins späte Mittelalter als Bezeichnung für einen hohen Beamten. Er wurde in Schweden erst 1809 endgültig abgeschafft. 

## Chronologische Liste der schwedischen Königinnen von 1210 bis heute
| Name                                           | Ehemann             | Königin   | Regentin  |
| Rikissa von Dänemark                           | Erik X.             | 1210–1216 |           |
| Katarina Sunesdotter                           | Erik XI.            | 1244–1250 |           |
| Sofia Eriksdotter von Dänemark                 | Waldemar I.         | 1260–1275 |           |
| Helvig von Holstein                            | Magnus I.           | 1276–1290 |           |
| Blanche von Namur                              | Magnus II.          | 1335–1363 |           |
| Margarethe I.                                  | Haakon VI.          | 1389–1412 | 1389–1412 |
| Philippa von England                           | Erik VII.           | 1406–1439 |           |
| Katharina von Sachsen-Lauenburg                | Gustav I. Wasa      | 1531–1535 |           |
| Margaretha Leijonhufvud                        | Gustav I. Wasa      | 1536–1551 |           |
| Katharina Stenbock                             | Gustav I. Wasa      | 1552–1560 |           |
| Karin Månsdotter                               | Erik XIV.           | 1568      |           |
| Katharina Jagiellonica                         | Johann III.         | 1568–1583 |           |
| Gunilla Bielke                                 | Johann III.         | 1585–1592 |           |
| Anna von Österreich                            | Sigismund III. Wasa | 1592–1598 |           |
| Christine von Holstein-Gottorp                 | Karl IX.            | 1604–1611 |           |
| Maria Eleonora von Brandenburg                 | Gustav II. Adolf    | 1620–1632 |           |
| Christina I.                                   | unverheiratet       | 1632–1654 | 1632–1654 |
| Hedwig Eleonora von Schleswig-Holstein-Gottorf | Karl X. Gustav      | 1654–1660 |           |
| Ulrike von Dänemark                            | Karl XI.            | 1680–1693 |           |
| unverheiratet                                  | Karl XII.           |           |           |
| Ulrike Eleonore                                | Friedrich           | 1718–1741 | 1718–1720 |
| Luise Ulrike von Preußen                       | Adolf Friedrich     | 1751–1771 |           |
| Sophia Magdalena von Dänemark                  | Gustav III.         | 1771–1792 |           |
| Friederike Dorothea von Baden                  | Gustav IV. Adolf    | 1794–1809 |           |
| Hedwig von Schleswig-Holstein-Gottorf          | Karl XIII.          | 1809–1818 |           |
| Désirée Clary                                  | Karl XIV. Johann    | 1818–1844 |           |
| Josephine von Leuchtenberg                     | Oskar I.            | 1844–1859 |           |
| Luise von Oranien-Nassau                       | Karl XV.            | 1859–1871 |           |
| Sophia von Nassau                              | Oskar II.           | 1872–1907 |           |
| Viktoria von Baden                             | Gustav V.           | 1907–1930 |           |
| Louise Mountbatten                             | Gustav VI. Adolf    | 1950–1965 |           |
| Silvia Sommerlath                              | Karl XVI. Gustav    | seit 1976 |           |